# Let's Twist Again
Let's Twist Again è una famosa canzone twist di Chubby Checker del 1961, che arrivò in prima posizione in Olanda per quattro settimane dal 24 marzo 1962 ed in Italia dal successivo 19 maggio, in seconda in Norvegia e Regno Unito, in ottava nella Billboard Hot 100 ed in decima in Svezia. 
Ricordato ancora oggi, il brano era riferito al singolo precedente dello stesso artista, intitolato appunto The Twist e pubblicato con enorme successo nel 1960.
Nel 1962 riceve il Grammy Award for Best Rock & Roll Recording.
In Italia la versione di Peppino di Capri arrivò in prima posizione in classifica dal 24 febbraio 1962 per due settimane.